# رانتن
رانتن (به آلمانی: Ranten) یک منطقهٔ مسکونی در اتریش است که در مورو واقع شده‌است. رانتن ۳۸٫۷۹ کیلومتر مربع مساحت دارد ۹۵۱ متر بالاتر از سطح دریا واقع شده‌است.